# 広島県道314号七曲千代田線
広島県道314号七曲千代田線（ひろしまけんどう314ごう ななまがりちよだせん）は、広島県山県郡北広島町を通る一般県道である。

## 概要
山県郡北広島町吉木から山県郡北広島町本地に至る。路線名称に用いられている七曲は山県郡北広島町吉木の小字である。
起点から広島県道309号小河内都志見線交点までの区間以外は概ね2車線の整備された道が続く。

### 路線データ
- 起点：山県郡北広島町吉木（広島県道301号澄合豊平線交点）
- 終点：山県郡北広島町本地（国道261号交点）
- 異常気象時通行規制区間：山県郡北広島町吉木（2.0 km、間に広島県道309号小河内都志見線重用区間あり）

## 路線状況

### 重複区間
- 広島県道309号小河内都志見線（山県郡北広島町吉木）
- 広島県道40号安佐豊平芸北線（山県郡北広島町阿坂）
- 広島県道313号烏帽子中原線（山県郡北広島町阿坂）

## 地理

### 通過する自治体
- 山県郡北広島町

### 交差する道路
| 交差する道路                                                                                          | 交差する場所 | 交差する場所 |
| --- | ------------ | ------------ |
| 広島県道301号澄合豊平線                                                                               | 吉木         | 起点         |
| 広島県道309号小河内都志見線 重複区間起点                                                              | 吉木         |              |
| 広島県道309号小河内都志見線 重複区間終点                                                              | 吉木         |              |
| 広島県道40号安佐豊平芸北線 重複区間起点                                                               | 阿坂         |              |
| 広島県道38号広島豊平線 広島県道40号安佐豊平芸北線 重複区間終点 広島県道313号烏帽子中原線 重複区間起点 | 阿坂         |              |
| 広島県道313号烏帽子中原線 重複区間終点                                                                | 阿坂         |              |
| 国道261号                                                                                             | 本地         | 終点         |

### 沿線
- 北広島町豊平病院
- 北広島町立本地小学校